# ストレートプレイ
ストレートプレイ（英語：Straight Play）は、伝統的な演劇の一形態。科白劇。
通常は、登場人物の論点や心境、考え方などを代弁する手段として歌われる物語の進行とは不可分の「歌唱」を含まない演劇、すなわちオペラ・オペレッタ・ミュージカル（以上を総称して「歌劇」というもの）以外の演劇を指す。ただし、ストレートプレイにおいても「歌唱シーン」が含まれることもあり、厳密には区別できない。